# Audi Cabriolet
Audi Cabriolet je bio automobil iz srednje klase njemačke marke Audi. Proizvodio se je od 1991. godine do 2001. godine.
Od 1997. godine se Audi Cabriolet proizvodio kod Karmanna u Rheineu.

## Modeli
- Audi Cabriolet (1991. – 2000.)
- Audi Cabriolet V6 (1991. – 2000.)